# Craugastor spatulatus
Craugastor spatulatus is een kikker uit de familie Craugastoridae. De soort werd voor het eerst wetenschappelijk beschreven door Hobart Muir Smith in 1939. Oorspronkelijk werd de wetenschappelijke naam Eleutherodactylus spatulatus gebruikt.
De soort komt voor in delen van Midden-Amerika en leeft endemisch in Mexico. Craugastor spatulatus wordt bedreigd door het verlies van habitat.